# Leichendorf
Leichendorf is een plaats in de Duitse gemeente Zirndorf, deelstaat Beieren, en telt 390 inwoners (2007).

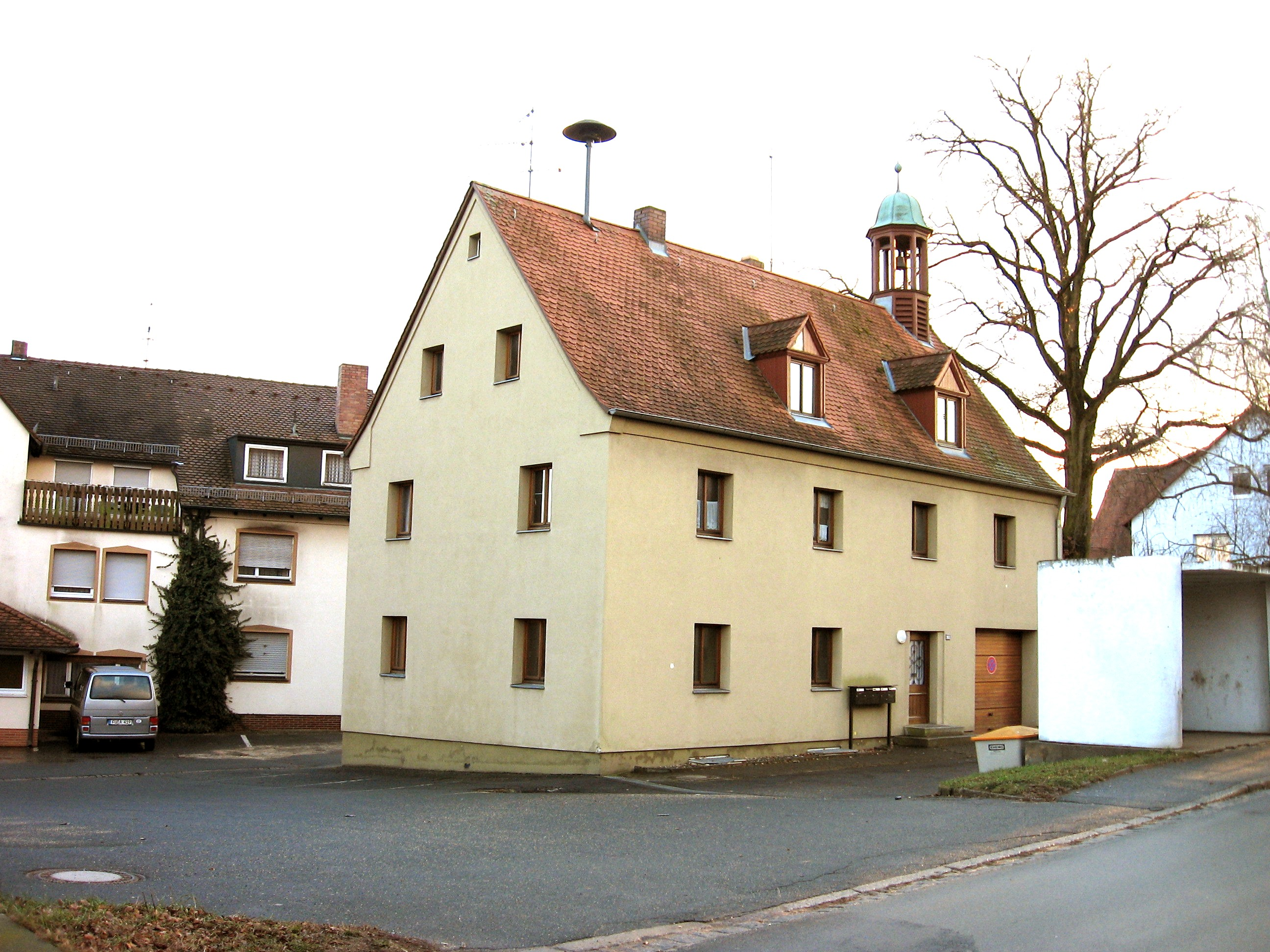
Centrum